# MRT Yellow Line
Жёлтая линия монорельса – надземная линия общественного транспорта Бангкока и провинции Самутпракан. Примерно 30-километровая линия имеет 23 станции. Пуск в эксплуатацию совершен 3 июня 2023 года. Является первым беспилотным монорельсом в Таиланде.

## Значение
Линия обеспечивает общественным транспортом загруженные дороги Латпхрао и Синакхаринтхра и связана с 6 другими линиями: MRT Синяя, Airport Rail Link, BTS Сукхумвит, строящейся MRT Orange Line и запланированными MRT Grey Line и MRT Brown Line. Таким образом, эта линия становится важной связью северо-восточных и восточных районов Бангкока.

## История
Линия MRT Yellow Line была впервые предложена Управлением транспорта и планирования в 2004 году как подземная железная дорога с надземным участком. В 2009 году было предложено изменение типа линии на монорельс чтобы сократить расходы на строительство. В декабре 2011 года MRTA по указу Министерства транспорта разделила линию на два участка для розыгрыша тендера и строительства, а также чтобы сократить стоимость покупки земли. В июне 2012 года MRTA подписала контракты с консультантами, чтобы разработать более детальный план строительства. В феврале 2013 года Управление транспорта и планирования заявило, что тендер на строительство линии будет разыгран в начале 2014 года. В августе 2013 года эта дата была перенесена середину 2014 года.
Однако, как и в случае MRT Pink Line, задержки в завершении технических требований к тендеру из-за выбора подвижного состава, определяющего тип путей, привели к дальнейшим задержкам. Последующее обострение политической ситуации в конце 2013 года привело к государственному перевороту в мае 2014 года, после которого новое военное правительство отложило все планы. Тендер не был разыгран до декабря 2016 года, когда компания BSR Joint Venture (совместное предприятие холдинга BTS Group, которое владеет 75% предприятия, Sino-Thai Engineering and Construction - STEC, и Ratchaburi Electricity Generation Holding - RATCH) выиграла тендер на строительство линий MRT Yellow Line и MRT Pink Line.
16 июня 2017 между Mass Rapid Transit Authority и консорциумом из BTS Group Holdings, Sino-Thai Engineering and Construction и Ratchaburi Electricity Generation Holding был подписан контракт на строительство линии. После этого BSR создала компанию Eastern Bangkok Monorail Company Limited, чтобы управлять монорельсом. 

### Стоимость проекта
Общая стоимость проекта составила более 51 миллиарда бат, в том числе проектирование - 1,5 миллиарда, выкуп земель - 6 миллиардов, строительные работы - более 22 миллиардов, технические работы и подвижной состав - около 22 миллиардов. 

### Строительство
Подготовительные работы начались в конце 2017 года, и уже в марте 2018 года началось строительство. Оно заняло более четырёх лет. 

#### Степень готовности линии
Строительство линии MRT Yellow Line началось в марте 2018 года с подготовительных работ вдоль Латпхрао Роуд. В августе того же года строительные работы растянулись до Синакхаринтхра Роуд, где было запланировано депо. По состоянию на июль 2020 года, было завершено 62.44% работ.
- Сентябрь 2018 - 9,61%[8]
- Март 2019 - 30,40%[9]
- Июль 2019 -39,92%.[10]
- Октябрь 2019 - 45,88%.[11]
- Январь 2020 - 51,81%.[12]
- Май 2020 - 59,42%.[13]
- Июль 2020 - 62,44%.[7]
- Март 2022 - 92,48%
- Декабрь 2022 - 98,09%[14]

### Открытие
Открытие линии было запланировано на июнь 2022 года. Однако в тестовом режиме с пассажирами движение было запущено 3 июня 2023 года. С этой даты пассажиры начали пользоваться участком YL11 - YL23. Через несколько дней поезда стали ходить на участке YL02 - YL23. 19 июня 2023 года состоялось официальное открытие всей линии (YL01 - YL23) премьер-министром Таиланда. Тестовый режим, предусматривающий работу в сокращенном режиме (с 6 утра до 9 вечера) и бесплатные билеты, завершился 2 июля 2023 года.

## Маршрут
Линия начинается на перекрестке дорог Ратчадапхисек и Латпхрао, где она пересекается с MRT Blue Line на станции Латпхрао. Далее линия направляется вдоль дороги Латпхрао до перекрестка Бангкапи, где она будет пересекаться с линией MRT Orange Line на станции Ламсали, перед тем, как направиться на юг вдоль дороги Синакхаринтхра до станции Хуамак линии Airport Rail Link.
От Хуамака линия продолжается на юг вдоль дороги Синакхаринтхра мимо шоссе Бангна-Трат до улицы Тхепхарак Роуд в провинции Самутпракан, направляясь вдоль неё на запад до станции Самронг линии BTS Sukhumvit Line.
Депо линии расположено на улице Дебаратана Роуд рядом со станцией Си Иам.
30-километровая линия имеет 23 станции (дополнительно предложено расширение из 2 станций):

### Список станций

#### Участок открыт 19 июня 2023 года
Латпхрао (тайск. ลาดพร้าว, англ. Lat Phrao. Пересадка на  MRT  — станция Пханонйотхин). Пересадка на  MRT  Латпхрао

#### Участок открыт 12 июня 2023 года
Пхавана (тайск. ภาวนา, англ. Phawana).
 Чокчай 4 (тайск. โชคชัย 4, англ. Chok Chai 4).
 Латпхрао 71 (тайск. ลาดพร้าว 71, англ. Lat Phrao 71).
 Латпхрао 83 (тайск. ลาดพร้าว 83, англ. Lat Phrao 83). Пересадка на  MRL  Чалонграт (планируется)
 Махаттхай (тайск. มหาดไทย, англ. Mahat Thai).
 Латпхрао 101 (тайск. ลาดพร้าว 101, англ. Lat Phrao 101).
 Бангкапи (тайск. บางกะปิ, англ. Bang Kapi).
 Йэк Ламсали (тайск. แยกลำสาลี, англ. Yaek Lam Sali). Пересадка на   MRT  Йэк Ламсали (строится),  MRT  Чалонграт (планируется)
 Сикритха (тайск. ศรีกรีฑา, англ. Si Kritha).

#### Участок открыт 3 июня 2023 года
Хуамак (тайск. หัวหมาก, англ. Hua Mak). Пересадка на  SRT  Хуамак (планируется),   ARL  Хуамак
 Кхлонг Калантан (тайск. กลันตัน, англ. Kalantan).
 Синут (тайск. ศรีนุช , англ. Si Nut).
 Синакхаринтхра 38 (тайск. ศรีนครินทร์ 38 , англ. Srinagarindra 38).
 Суанлуангро 9 (Парк короля Рамы IX)(тайск. สวนหลวง ร.9 , англ. Suan Luang Rama IX).
 Си Удом (тайск. ศรีอุดม,  англ. Si Udom).
 Си Иам (тайск. ศรีเอี่ยม, англ. Si Iam). Пересадка на   BTS  Ват Си Иам (предложено)
 Си Ла Салле (тайск. ศรีลาซาล, англ. Si La Salle).
 Си Бэаринг (тайск. ศรีแบริ่ง, англ. Si Bearing).
 Си Дан (тайск. ศรีด่าน, англ. Si Dan).
 Си Тхепха (тайск. ศรีเทพา, англ. Si Thepha).
 Тхиппхаван (тайск. ทิพวัล, англ. Thipphawan).
 Самронг (тайск. สำโรง, англ. Samrong). Пересадка на  BTS  Самронг.

## Конструкция
BSR выбрала в качестве подвижного состава на линии монорельс на базе Bombardier Innovia Monorail 300. Также BSR объявила что они закупят 28 составов из 4 вагонов для перевозок по линии. Эти поезда должны были быть изготовлены на фабрике CRRC Nanjing Puzhen в Уху, провинция Аньхой, КНР (дочернего предприятия корпорации CRRC).

### Подвижной состав

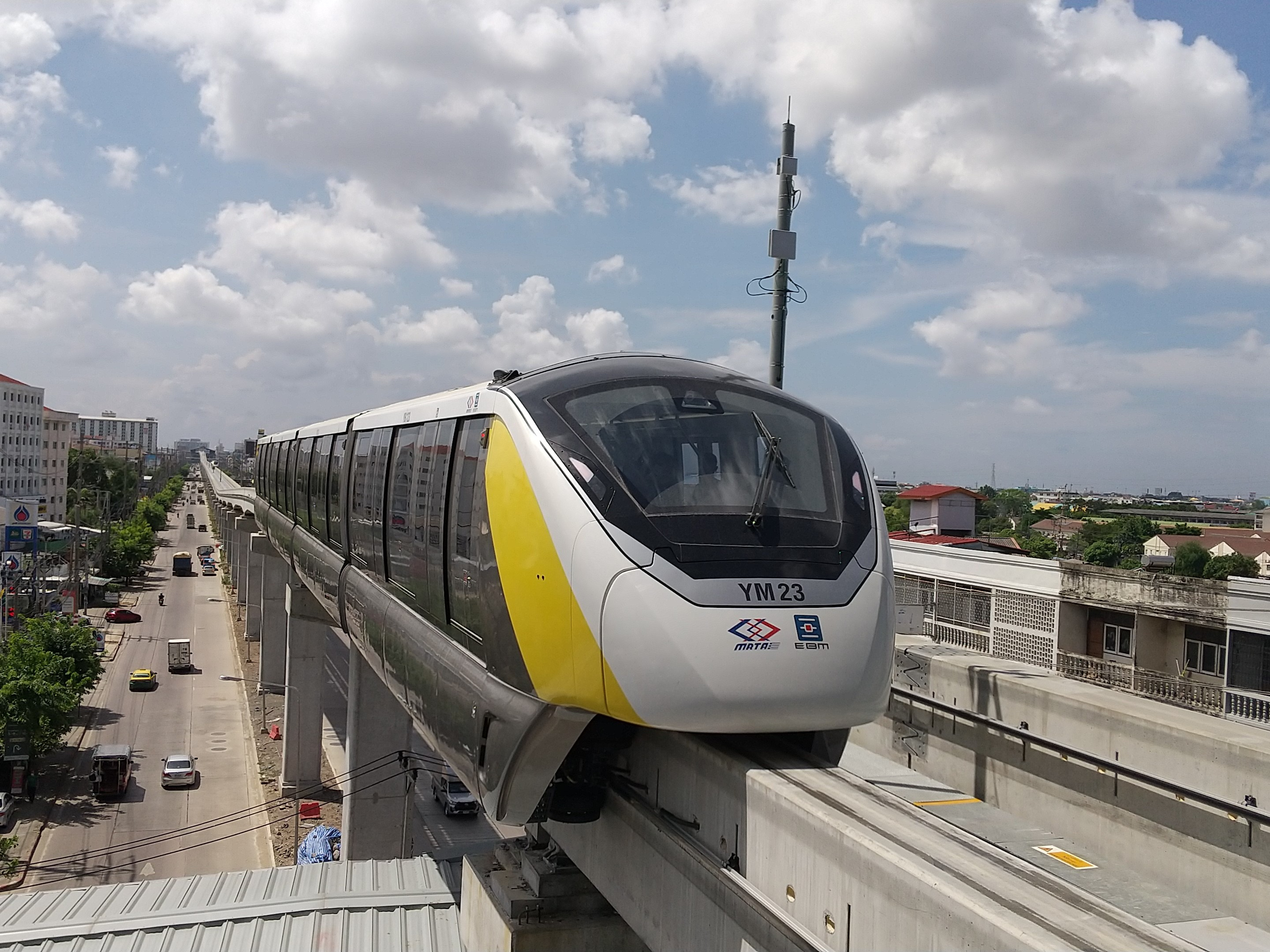
Innovia Monorail 300 на жёлтой линии монорельса Бангкока

- Вагоны с низким полом – низкая высота пола над эстакадой[21]
- Отчетливо скошенная кабина
- Проходы между вагонами[21]
- Резиновые шины и двигатель на постоянных магнитах[21]
- Алюминиевый корпус, стальной каркас, композитная кабина
- Монорельсы Innovia полностью автоматизированы (работает без машиниста) и оборудованы системами беспилотного контроля CITYFLO 650, что увеличивает надёжность, сокращает интервал между поездами и снижает стоимость обслуживания.[22]

В перспективе предусмотрено удлинение состава до 7 вагонов. 

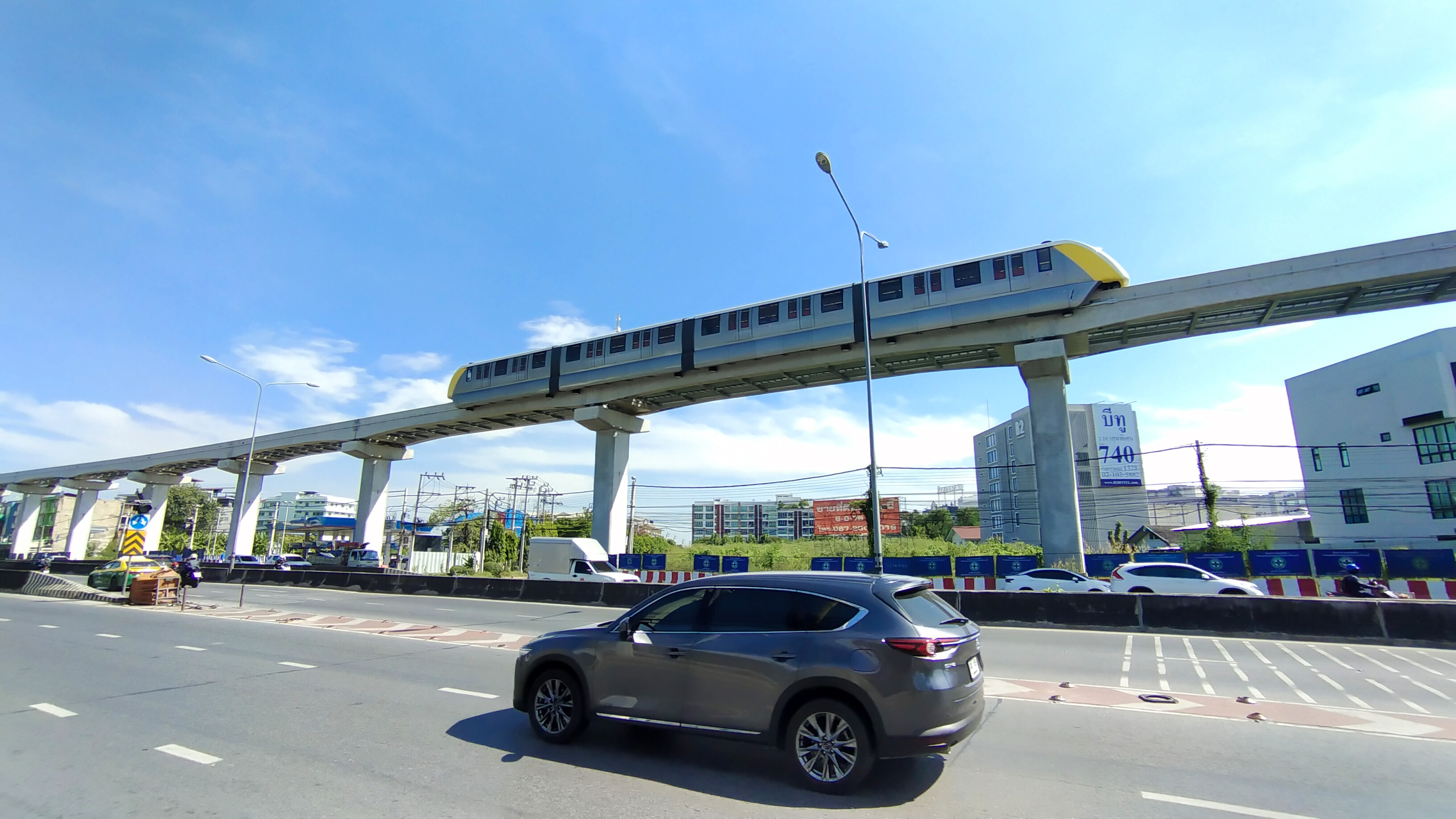
Эстакада

### Эстакада
Составы Bombardier INNOVIA Monorail 300 работают на узком надземном рельсе. Рельсы шириной 690 мм собираются на заводе и затем устанавливаются на систему. Составы Innovia Monorail 300 были разработаны с возможностью проходить кривые длиной до 46 м и максимальным уклоном в 6%. Монорельсовые стрелки – это или смена рельса, или многопозиционные переключатели. Система также имеет эвакуационные пути на протяжении всей эстакады. Эти пути позволяют пассажирам безопасно эвакуироваться в случае любой угрозы на борту, а техникам – обслуживать систему. Типовые 30 метровые пролёты реализованы типовыми бетонными балками, в некоторых случаях используются стальные пролеты длиной от 20 до 70 метров.

### Станция

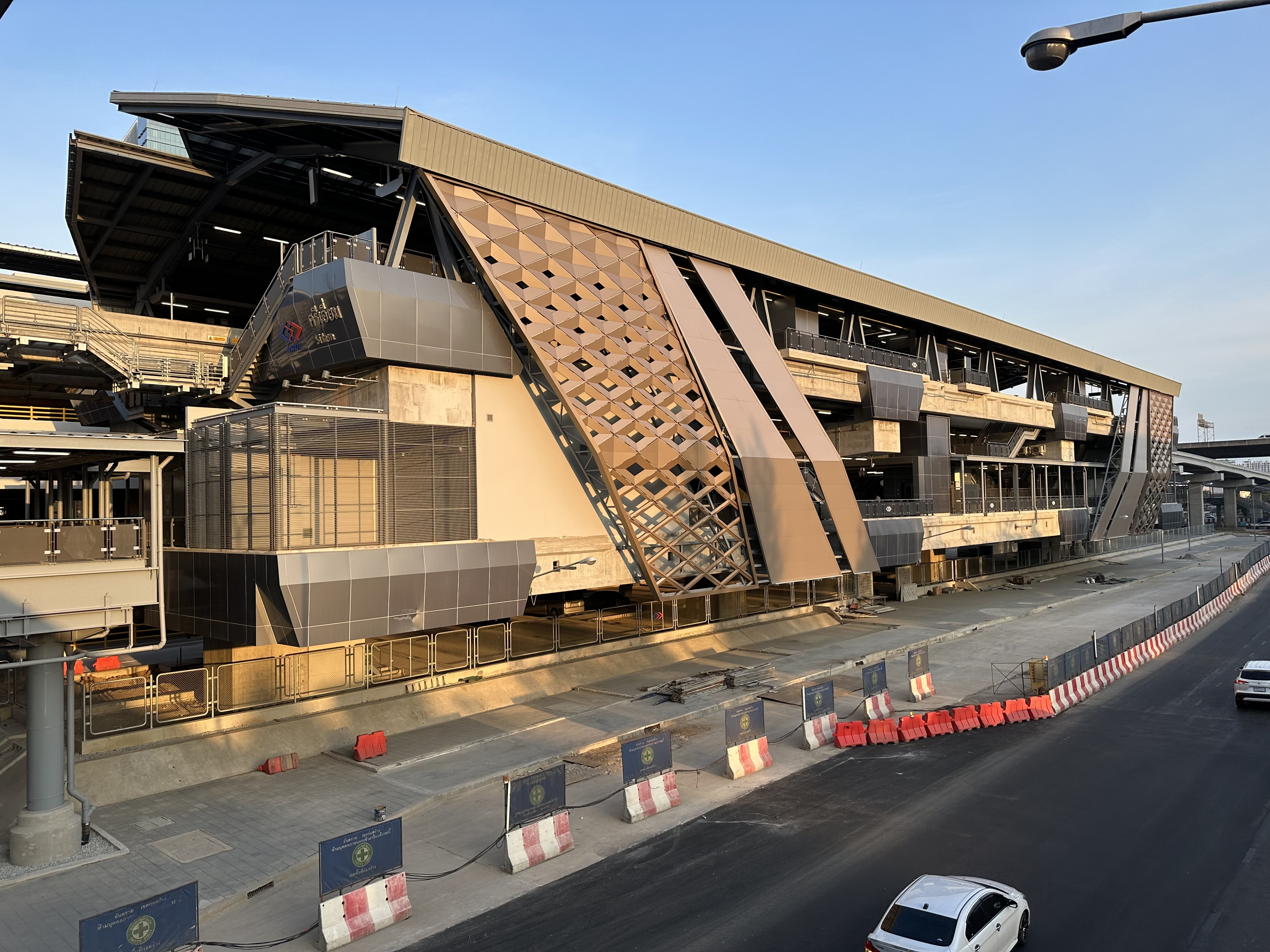
Дизайн здания
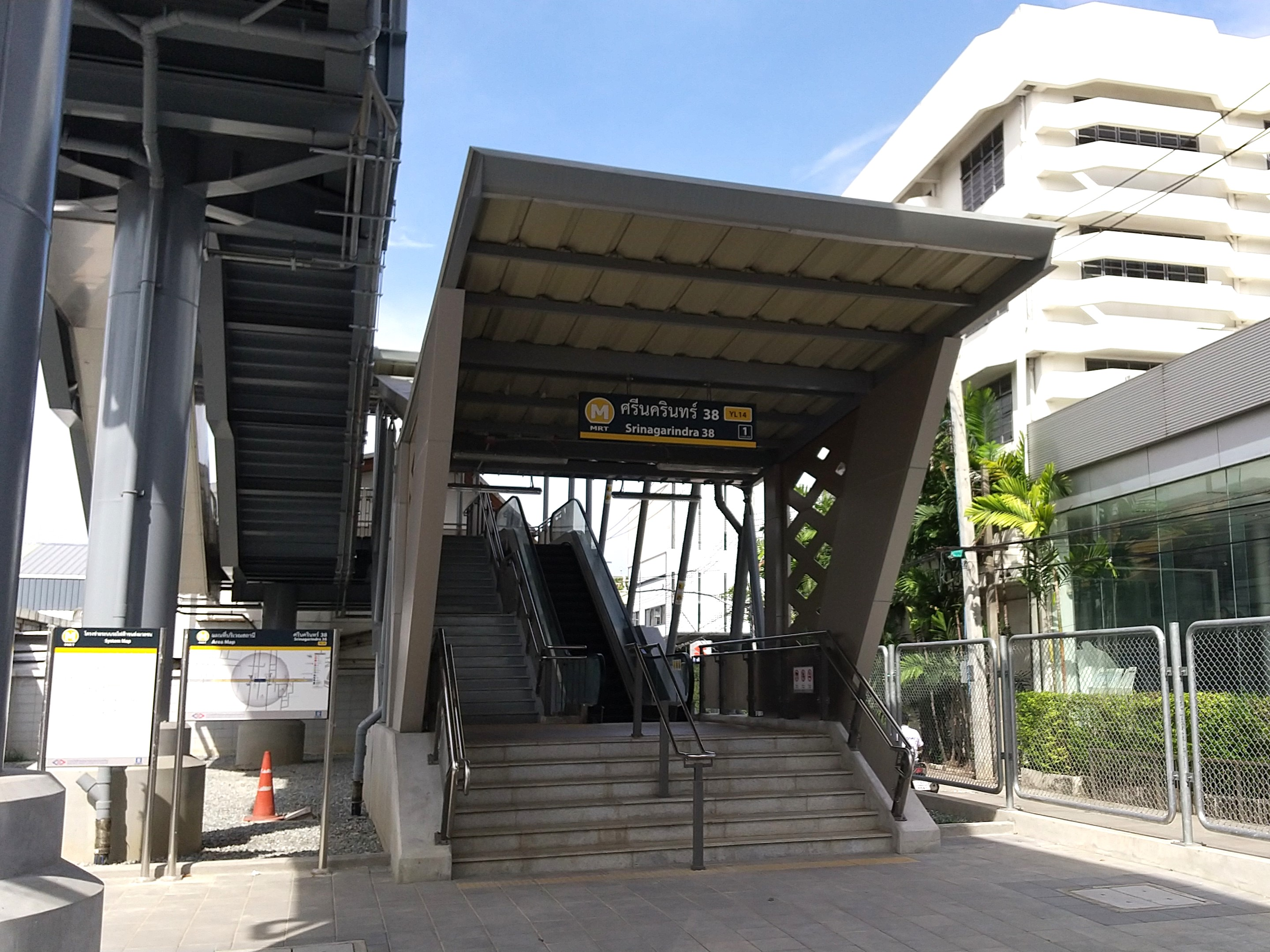
Вход на станцию
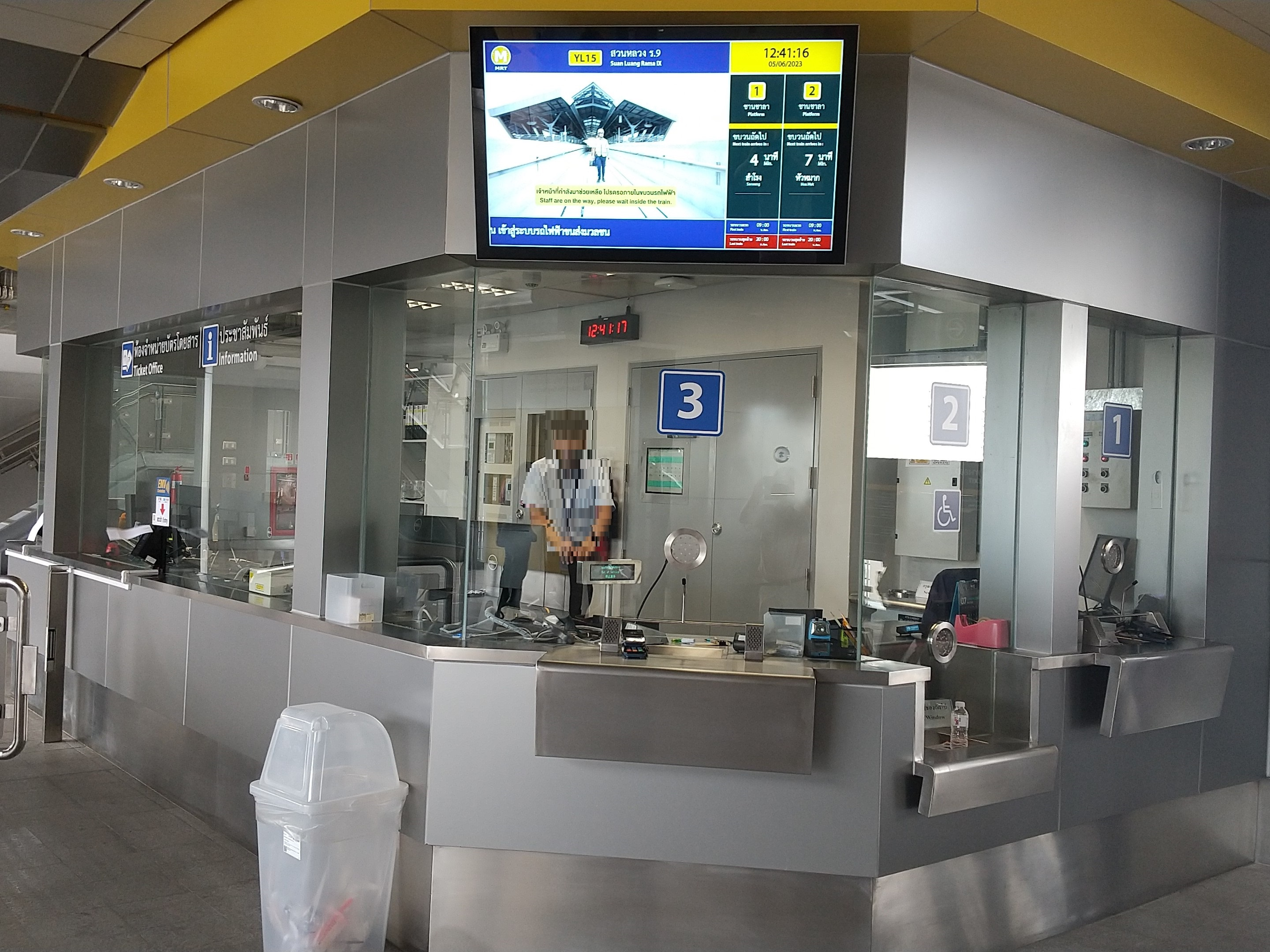
Кассы
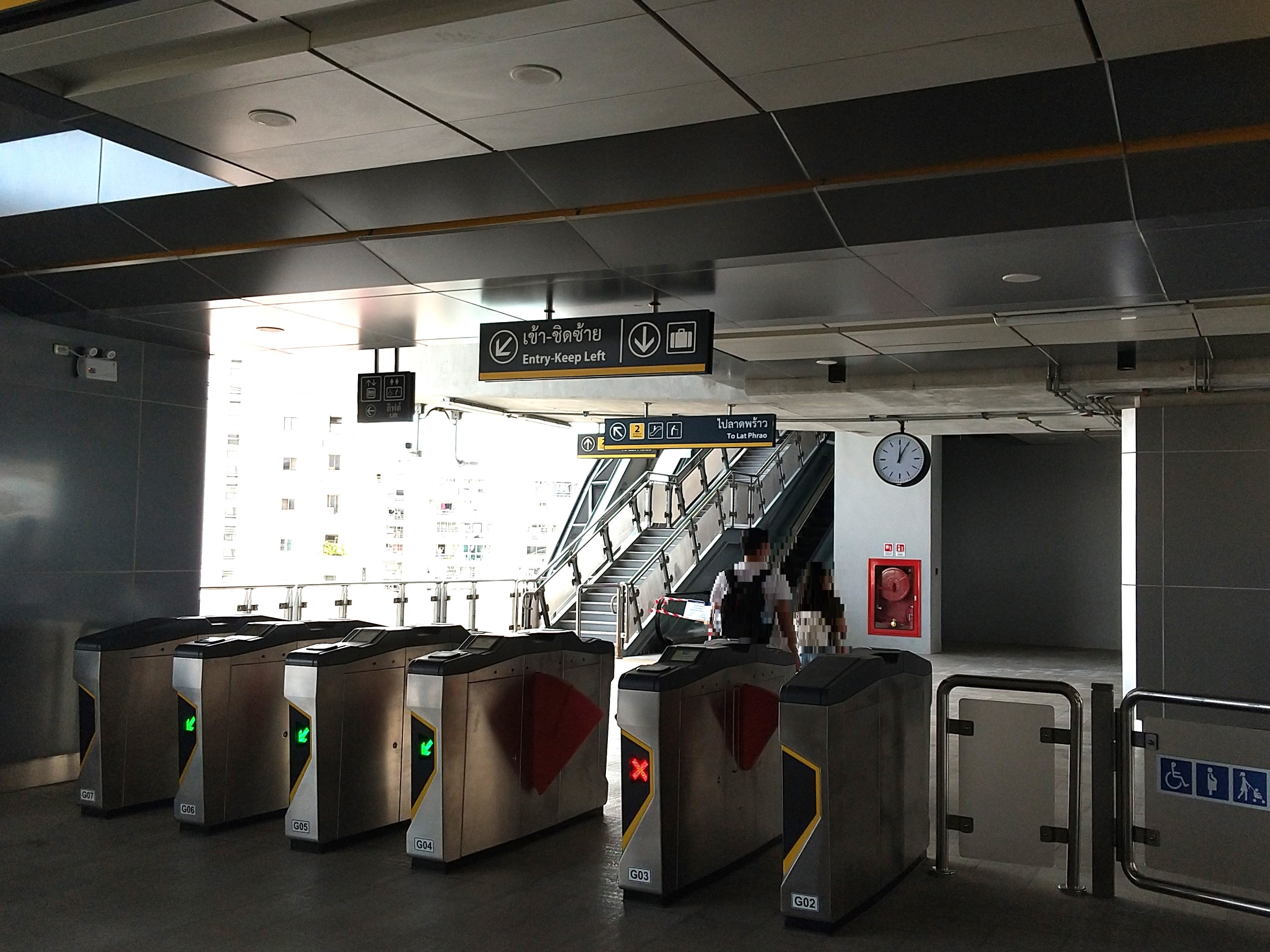
Турникеты
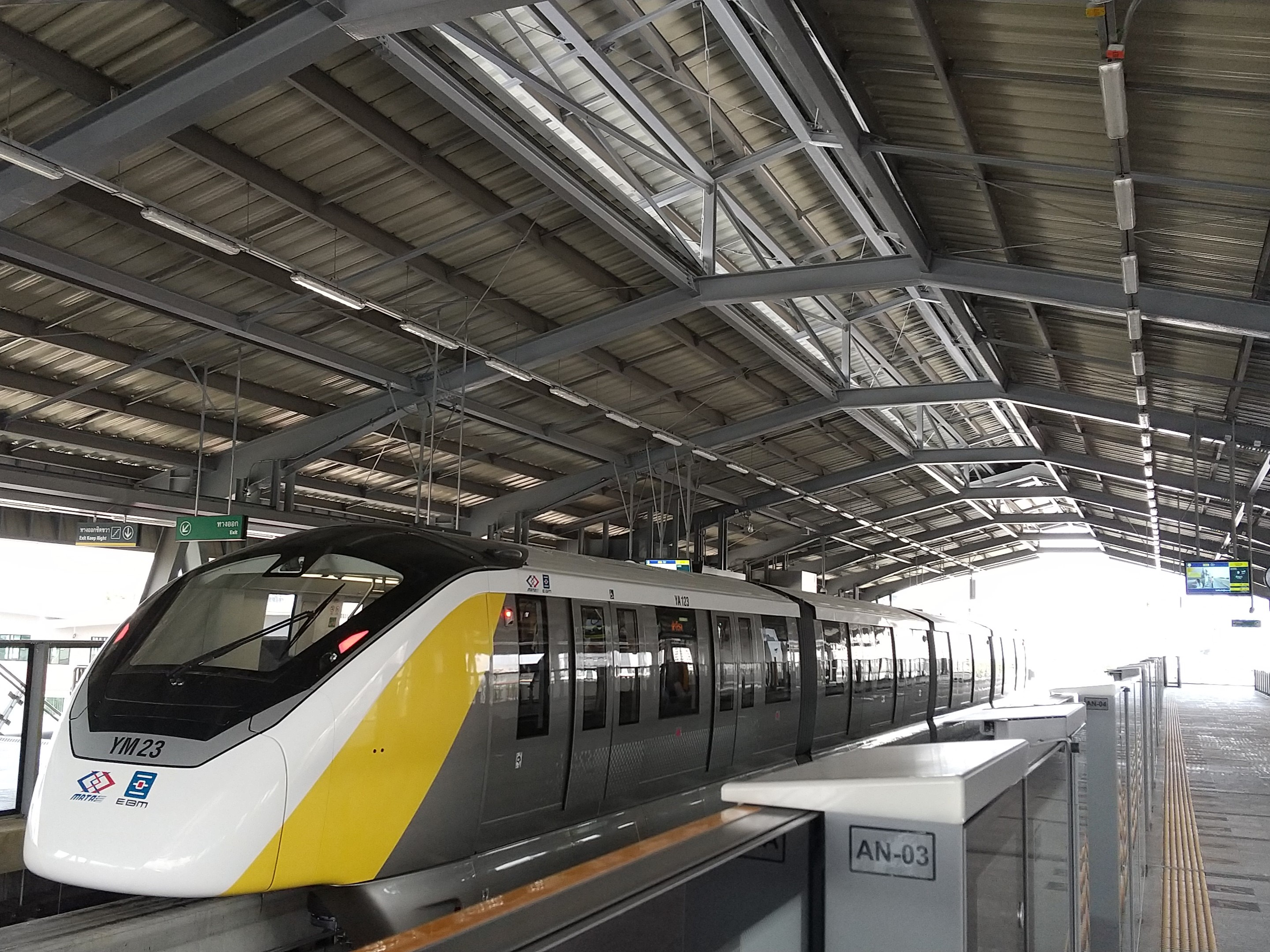
Поезд на платформе

## Описание деятельности

### Время работы
В тестовом режиме поезда возят пассажиров до 21 часа. В обычном режиме планируется работа линии с 6 утра до 24 часов. 

### Тарифы
Проезд по линии был бесплатный до 2 июля 2023 года. 
Суммарная стоимость проезда складывается из стартового платежа (flag fall charge) за пользование линией и платежа за перемещение между станциями. В 2023 году установлен стартовый платеж в 15 бат, доплата за перемещение между станциями составляет от 3 до 30 бат по тарифной сетке. Если пассажир осуществляет пересадку с другой линии ( MRT ) в течение 30 минут, то стартовый платеж будет возвращен на баланс платежного инструмента в период до трех суток, при условии использования одного и того же инструмента платежа для входа и выхода на всех линиях. Так как на линиях используются разные платежные инструменты, то возврат стартового платежа возможен только при оплате EMV contactless картой (банковской картой с возможностью бесконтактной оплаты). Для оплаты принимаются бесконтактные платежные карты (EMV contactless) а также проездные билеты Rabbit Card. На линии действуют социальные льготы.

### Пассажиропоток
В первые дни работы системы в тестовом режиме пассажиропоток не превышал 40 тыс. человек в день. Ожидаемый пассажиропоток - 200 000 человек в сутки. По другим данным, в день ожидается до 120 000 пассажиров в сутки. За 7 месяцев 2023 года пассажиропоток составил 8 296 347 чел.

## Развитие
BSR Joint Venture вынесла на рассмотрение предложенное расширение линии с двумя станциями на север от конечной станции Ратчада до линии BTS Sukhumvit Line около станции Ратчайотхин. Однако, против этого расширения выступает компания BEM, оператор линии MRT Blue Line, из-за возможной потери прибыли.

## Внешние ссылки
- mrta-yellowline.com — официальный сайт MRT Yellow Line